# Чери Вали (Арканзас)
Чери Вали (енгл. Cherry Valley) град је у америчкој савезној држави Арканзас.

## Демографија
По попису из 2010. године број становника је 651, што је 53 (-7,5%) становника мање него 2000. године.
| Група             | 2000.       | 2010.       |
| Белци             | 648 (92,0%) | 555 (85,3%) |
| Афроамериканци    | 42 (6,0%)   | 59 (9,1%)   |
| Азијати           | 1 (0,1%)    | 3 (0,5%)    |
| Хиспаноамериканци | 2 (0,3%)    | 13 (2,0%)   |
| Укупно            | 704         | 651         |